# アエネーイス
『アエネーイス』（古典ラテン語: Aeneis）は、古代ローマの詩人ウェルギリウス（前70年–前19年）の叙事詩。全12巻。イーリオス（トロイア）滅亡後の英雄アエネーアース（Aenēās、ギリシア語ではアイネイアース Αἰνείας）の遍歴を描く。アエネーイスは「アエネーアースの物語」の意。
ウェルギリウスの最後にして最大の作品であり、ラテン文学の最高傑作とされる。この作品の執筆にウェルギリウスは11年（前29年–前19年）を費やした。最終場面を書き上げる前に没したため未完である。彼は死の前にこの草稿の焼却を望んだが、アウグストゥスが刊行を命じたため世に出ることになった。ギリシア文学に対してローマ独自の文学を作り上げたと言え、その影響は計り知れない。

## 主な登場人物

### 英雄と人間
アエネーアース (Aenēās)主人公であり、『イーリアス』に登場するトロイア勢の英雄。トロイア陥落後、息子アスカニウス、父アンキーセースとの放浪の末、新天地イタリアにたどり着く。
アスカニウス (Ascanius)アエネーアースの息子。冒頭では幼児として描写されるが、作中にて優れた戦士へと成長する。別名ユールス（Iūlus）。
ディードー (Dīdō)カルタゴの女王。流れ者であるアエネーアースとの情熱的な恋に落ちるが、アエネーアースがカルタゴを去ると、別れを嘆き、その身を薪の火に投じて壮絶な自死を遂げる。その際、後のポエニ戦争でローマがカルタゴ軍により苦しめられることを示唆する恨み言を遺す。
ラティーヌス (Latīnus)イタリアの一地方の王。有能な王として描写される。
ラーウィーニア (Lāvīnia)ラティーヌスの娘であり、トゥルヌスと婚約していた。しかしラティーヌスが実力を認めたアエネーアースと彼女を結婚させようとしたことが、トゥルヌスがアエネーアースと戦うきっかけとなる。
トゥルヌス (Turnus)イタリアの一地方の王であり、そこに辿りついたアエネーアースと対決することとなる。『アエネーイス』の最終場面は彼とアエネーアースの一騎討ちであり、まさにその勝負がつかんとするところで現存する作品は終わっている。

### 神々
ウェヌス (Venus)愛と美の女神で、アエネーアースの母。彼の身を案じ、時には策略を用いて彼を援助する。
ユッピテル (Iuppiter)神々の王。ウェヌスにアエネーアースが苦難を乗り越えローマの礎を築く運命にあることを伝える。Iuppiter omnipotens （万能のユッピテル）
ユーノー (Jūnō)ユーピテルの妻。パリスの審判を恨み、トロイア滅亡後もアエネーアースの旅路を妨害する。

## 内容

アエネーアースの行程

トロイアの王子でウェヌスの息子であるアエネーアースが、トロイア陥落後、様々な辛労辛苦とカルタゴの女王ディードーとの悲恋を経てイタリアにたどり着き、現地王の娘との婚約とそれに反対する勢力との戦いを描く。詩の中でしばしばその建設が予言されるアルバ・ロンガはローマの創立者ロームルスとレムスの出身地であり、当時ローマの礎と見なされていた。単に神話的英雄を謡うにとどまらず、当時内乱を終結させたローマの実力者アウグストゥスの治世をアエネーアースに仮託し、褒め称える構造をもつ。ディードーと別れたのち冥界で今後進むべき道について受ける託宣には、主人公アエネーアースにとっては未来、ウェルギリウスにとっては同時代である、
内乱の一世紀を経て再び平和をもたらしたアウグストゥスは、ユーリウス・カエサルの養子であり、ユーリウス氏族はアエネーアースの子ユールス（ラテン語: Iulus）の子孫を称していることから、アエネーアースはアウグストゥスを連想させ、ここに至る定められた運命を予感させた。アウグストゥス称揚のプロパガンダ臭さを拭い去るために、アエネーアースが利用されたとも解釈できるが、ウェルギリウスの手によって、武勇と愛憐、冷徹と哀惜が同居する、独自の魅力をもつものとなった。ユーリウス氏族ユッルス家（ラテン語: Iullus）は、アエネーイスの出版後はIulusと表記されている。
| オデュッセイア | アエネーイス |
| --- | --- |
| ムーサよ，わたくしにかの男の物語をして下され，トロイアの聖なる城を屠った後，ここかしこと流浪の旅に明け暮れた，かの機略縦横なる男の物語を。（松平千秋訳） | 戦と勇士を私は歌う。トロイアの岸から運命に導かれて落ちのび，初めてイタリアのラウィーニウムの岸辺に着いた，陸でも海でも多くの苦難を忍んだ勇士を。（野村圭介訳） |

ローマの双子の建国神話の後に、ギリシア神話に組み込まれ、人々に受け入れられていた、トロイアの末裔としての神話を語ることも目的であった。その構成はホメーロスの『イーリアス』と『オデュッセイア』に範を取っている。すなわち、前半部分（1-6巻）の、アエネーアースがイタリアにたどり着くまでに放浪を続ける箇所が『オデュッセイア』的であり、後半部分（7-12巻）の、イタリアにたどり着いたアエネーアースが、土着の勢力と戦う箇所が『イーリアス』的であるとされる。前半部についてはアエネーアースにオデュッセウスが投影されていることが明らかであるが、後半部については『イーリアス』の様々な英雄の属性が投影されている。例えば婚約が決まっていた娘ラーウィーニアと結婚する異国人の立場はパリスを連想させ、逆に一騎討ちから逃げる敵の大将トゥルヌスを追うさまはメネラーオスを連想させる。また一騎討ちの決着後参戦したパラースの剣帯を見て、友を殺された怒りからトゥルヌスに報復するさまはアキレウスを連想させる。もちろん、全編にわたって、ホメーロスの影響は大きく、以上の『オデュッセイア』『イーリアス』の区分はあくまで作品全体を巨視的に見た場合に妥当するものである。
アエネーアースのことを物語りつつも、ウェルギリウスの時代のローマの覇権を、予言の形で見せることで、これまでのローマの歴史を思い起こさせ、ギリシア軍に負けたトロイアの末裔であるローマが勝利することは運命とし、ギリシアに対するコンプレックスを克服している。

## 『アエネーイス』を題材とした作品
- ベルリオーズのオペラ『トロイアの人々』
- クロード・ロランの絵画『アエネーイス』シリーズ
- ターナーの絵画『アエネーイス』シリーズ
- ヘルマン・ブロッホ『ウェルギリウスの死』（川村二郎訳、集英社 / あいんしゅりっと〈上下〉）、20世紀オーストリア文学の大作。
- 『エネイーダ』（1798年）、ウクライナ語のパロディー叙事詩。

他にも多数の作品が存在する。

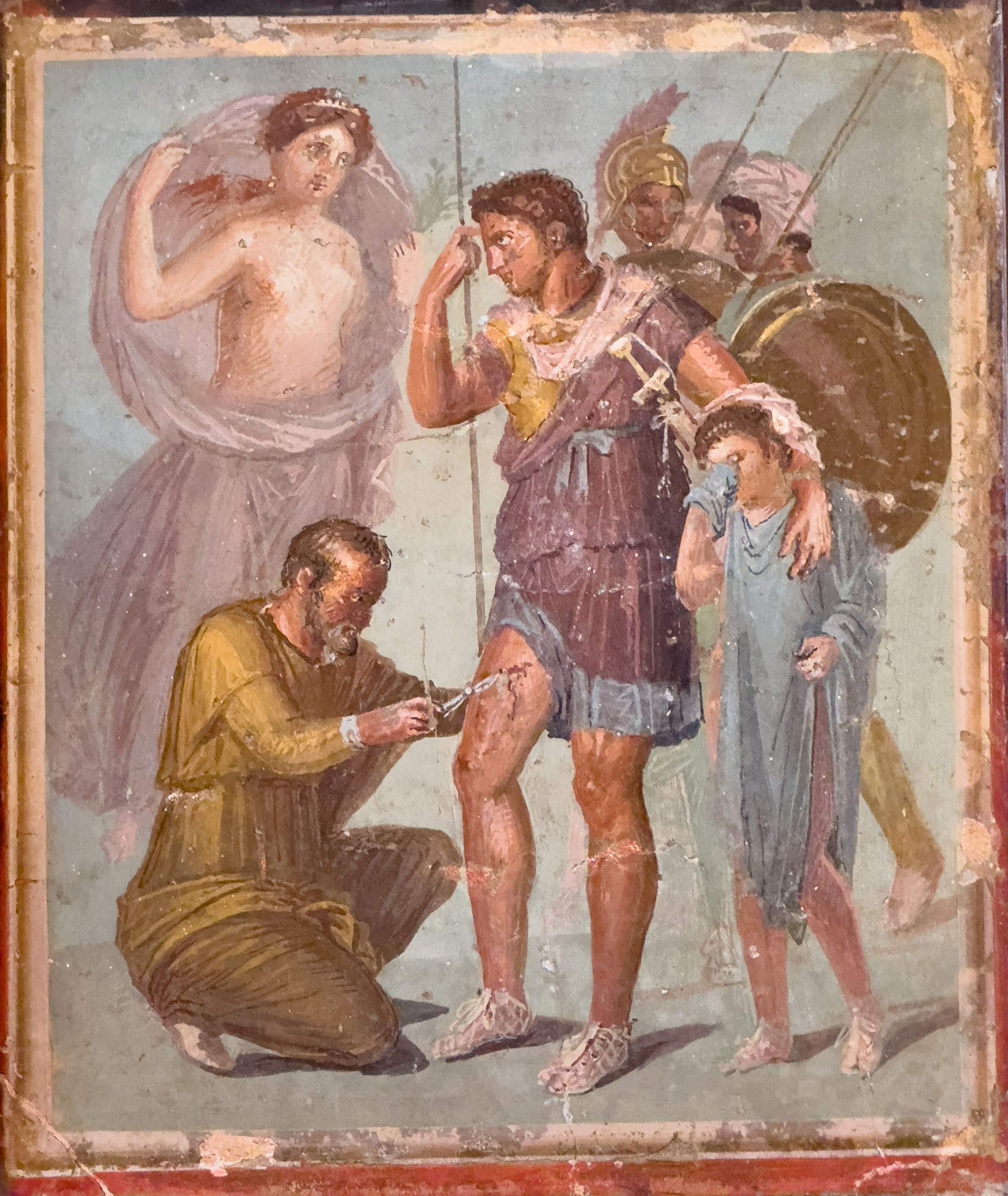
ポンペイで発掘されたフレスコ画
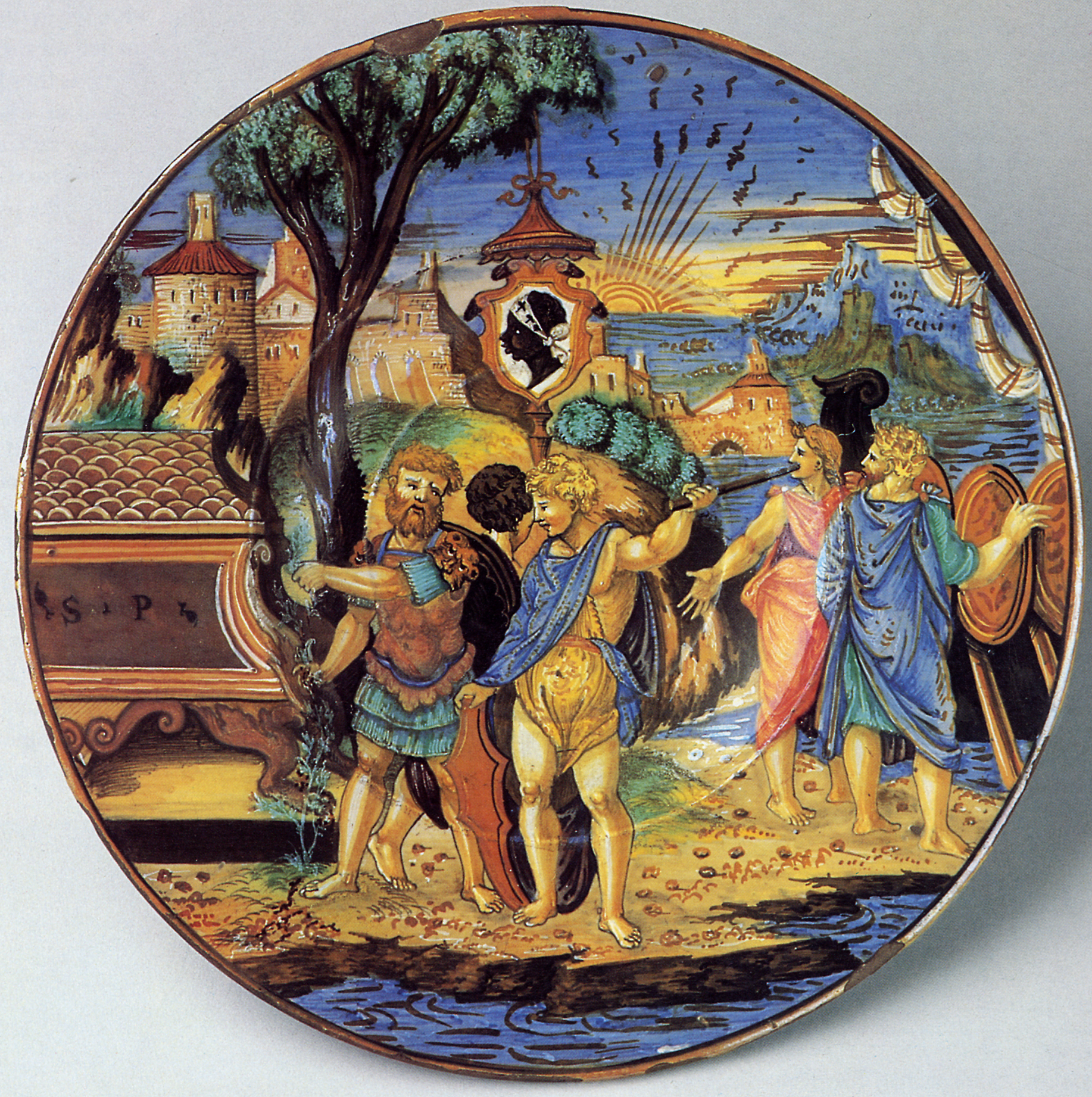
フランチェスコ・クサント・アヴェッリ『アエネーイスの物語』（メトロポリタン美術館）
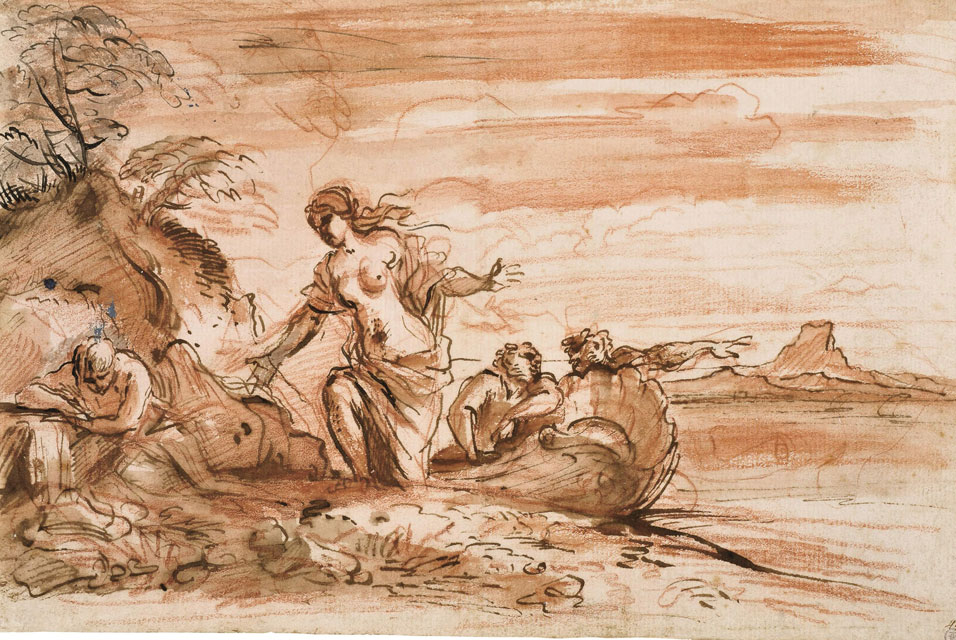
ピエル・フランチェスコ・モーラ『アエネーアースに救いの手を差し伸べるウェヌス』
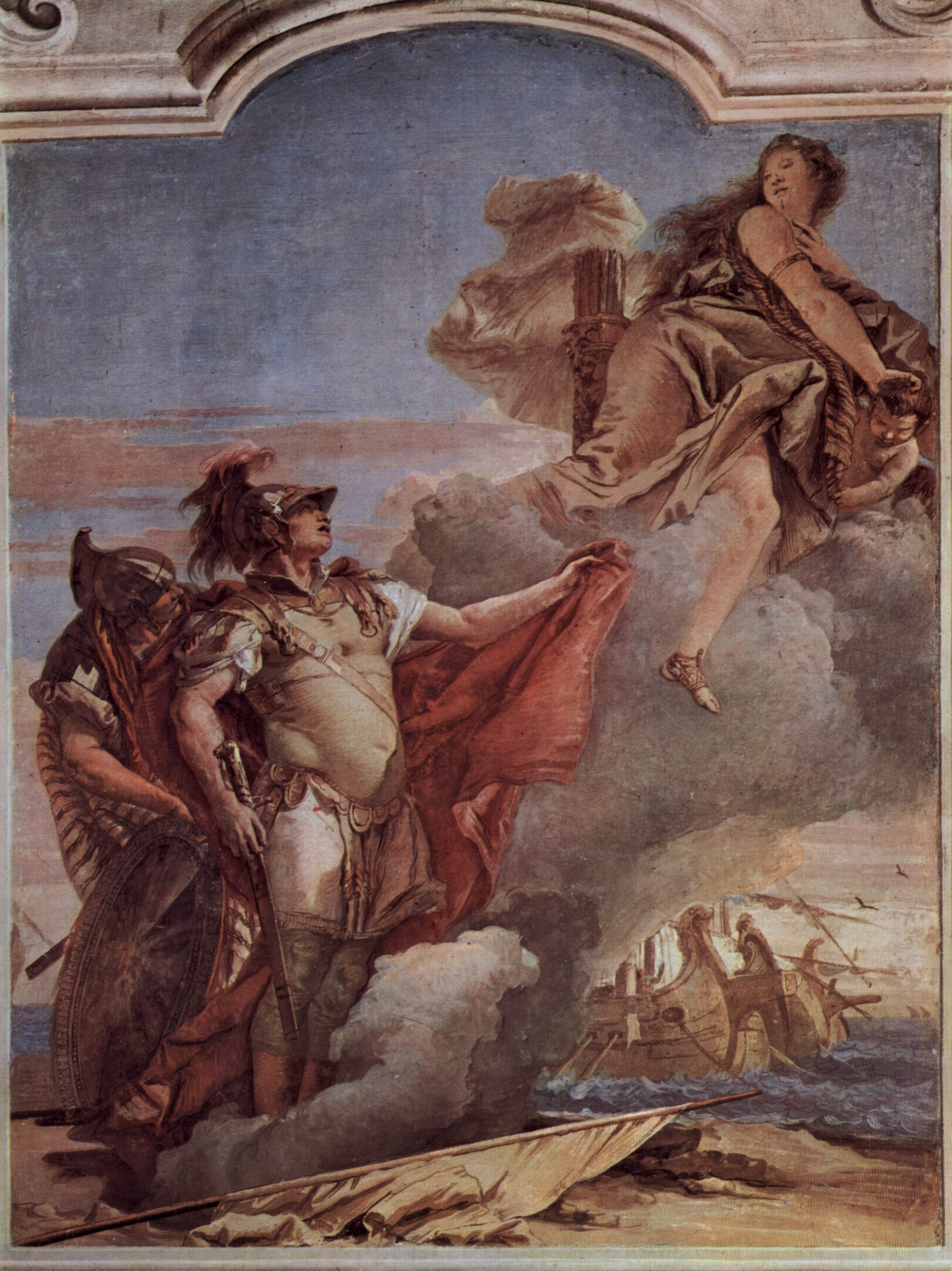
ジョヴァンニ・バッティスタ・ティエポロ『カルタゴの岸辺でアエネーアースの前に現れるウェヌス』（ヴァルマラーナ・アイ・ナーニ邸）
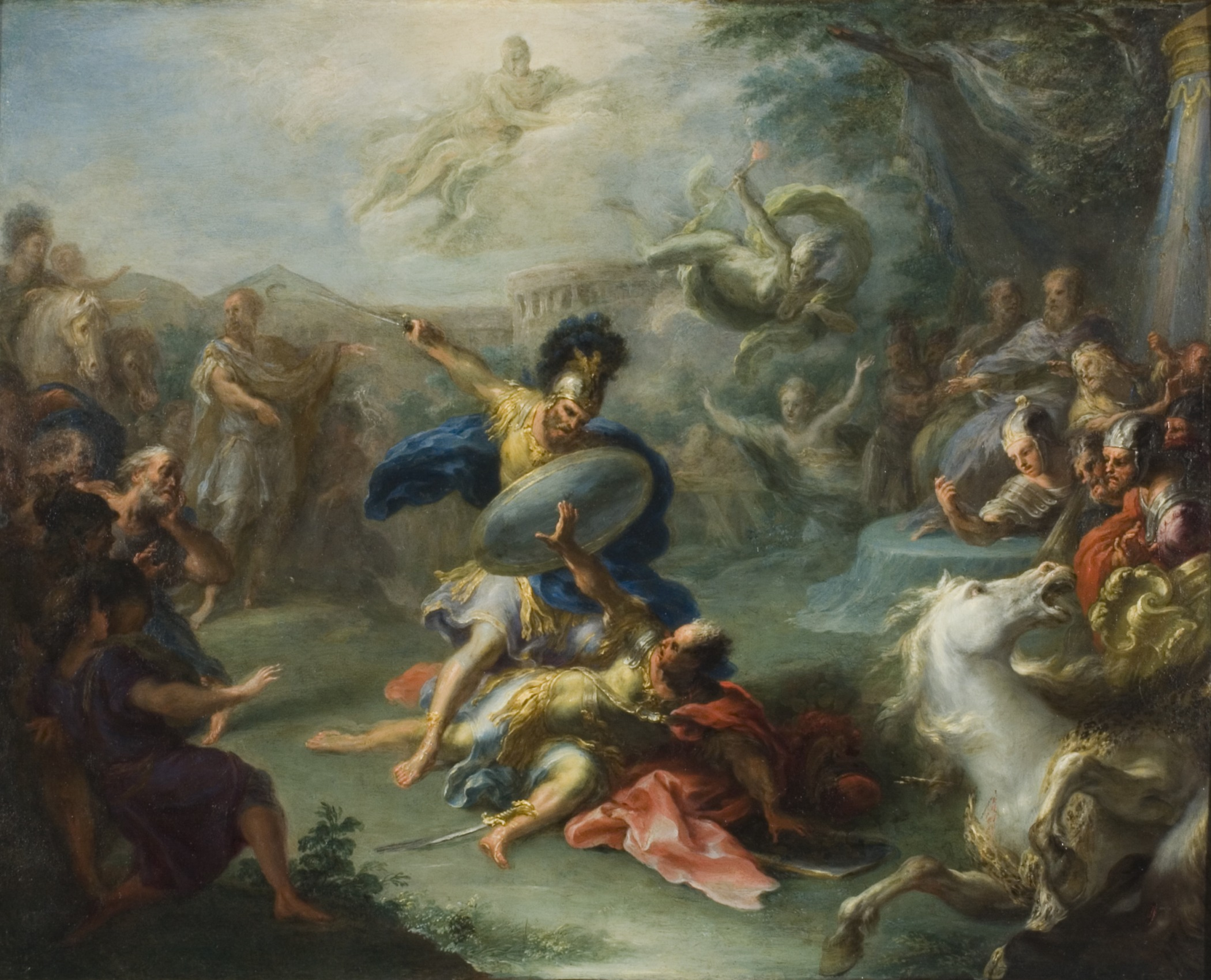
ジャコモ・デル・ポー『アエネーアースとトゥルヌス王の戦い』（ロサンゼルス・カウンティ美術館）
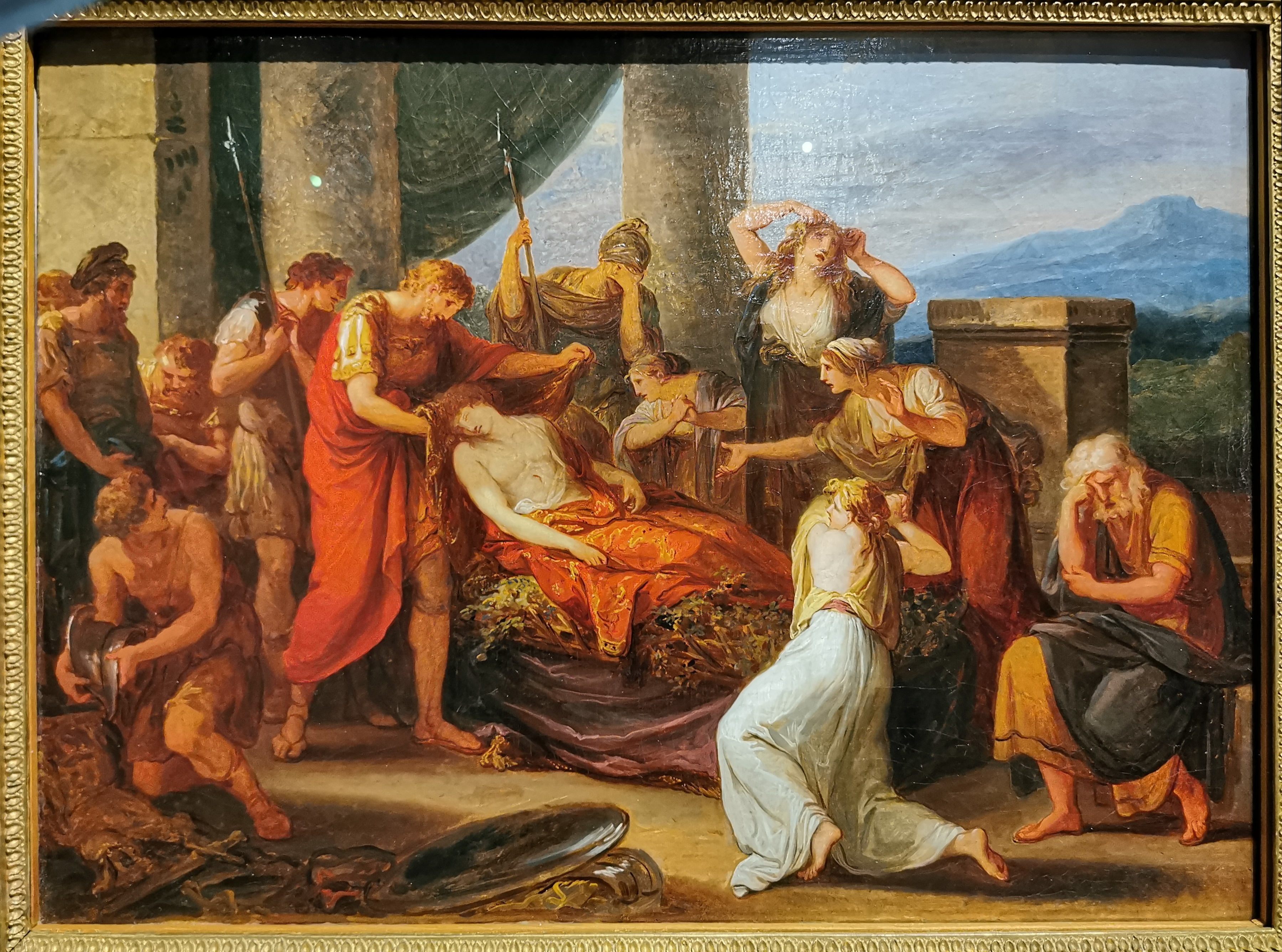
アンゲリカ・カウフマン『トゥルヌスに殺されたエウアンドロスの息子パラースを悼むアエネーアース』（チロル州立博物館）
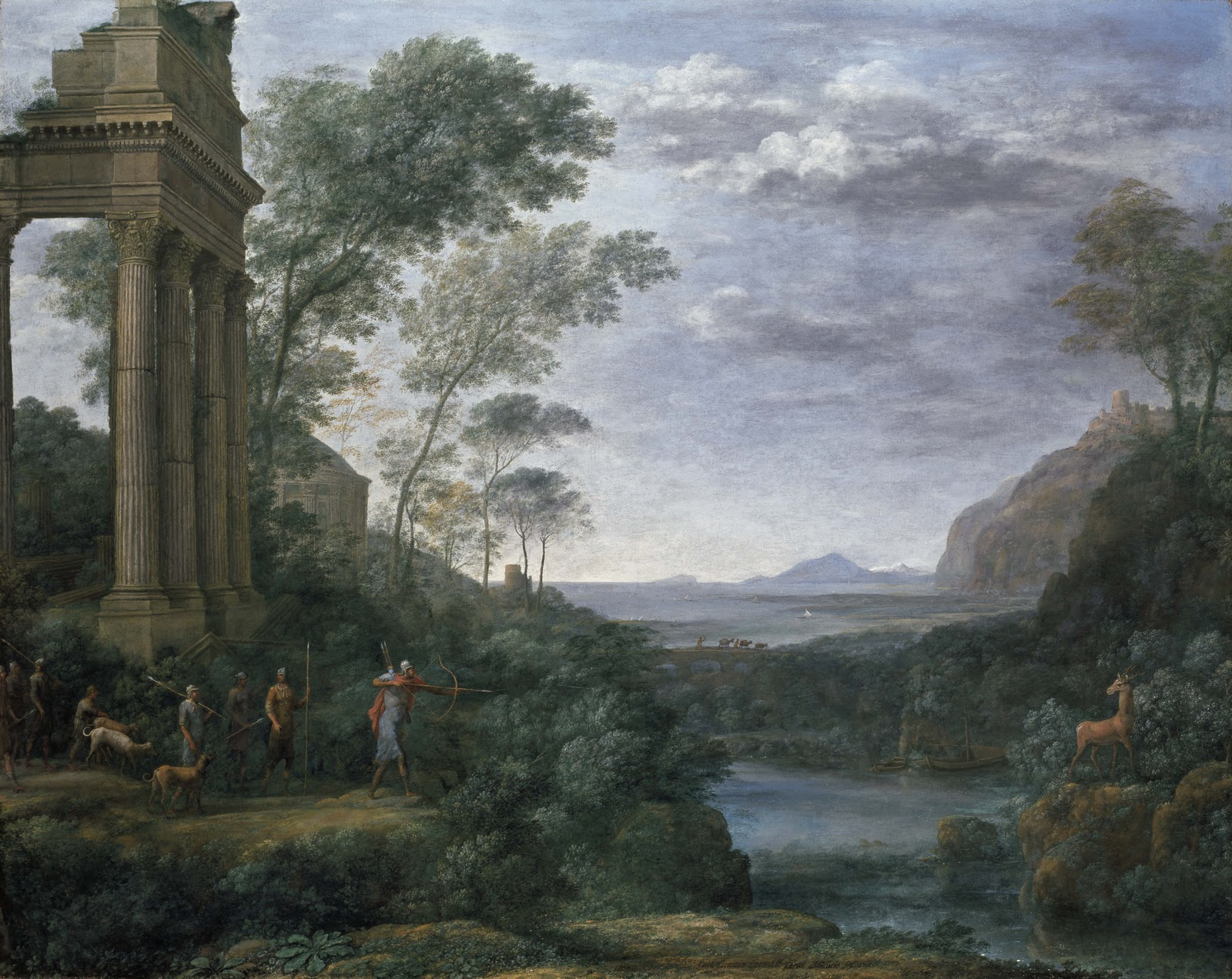
クロード・ロラン『シルウィアの鹿を射るアスカニウスのいる風景』（アシュモレアン博物館）
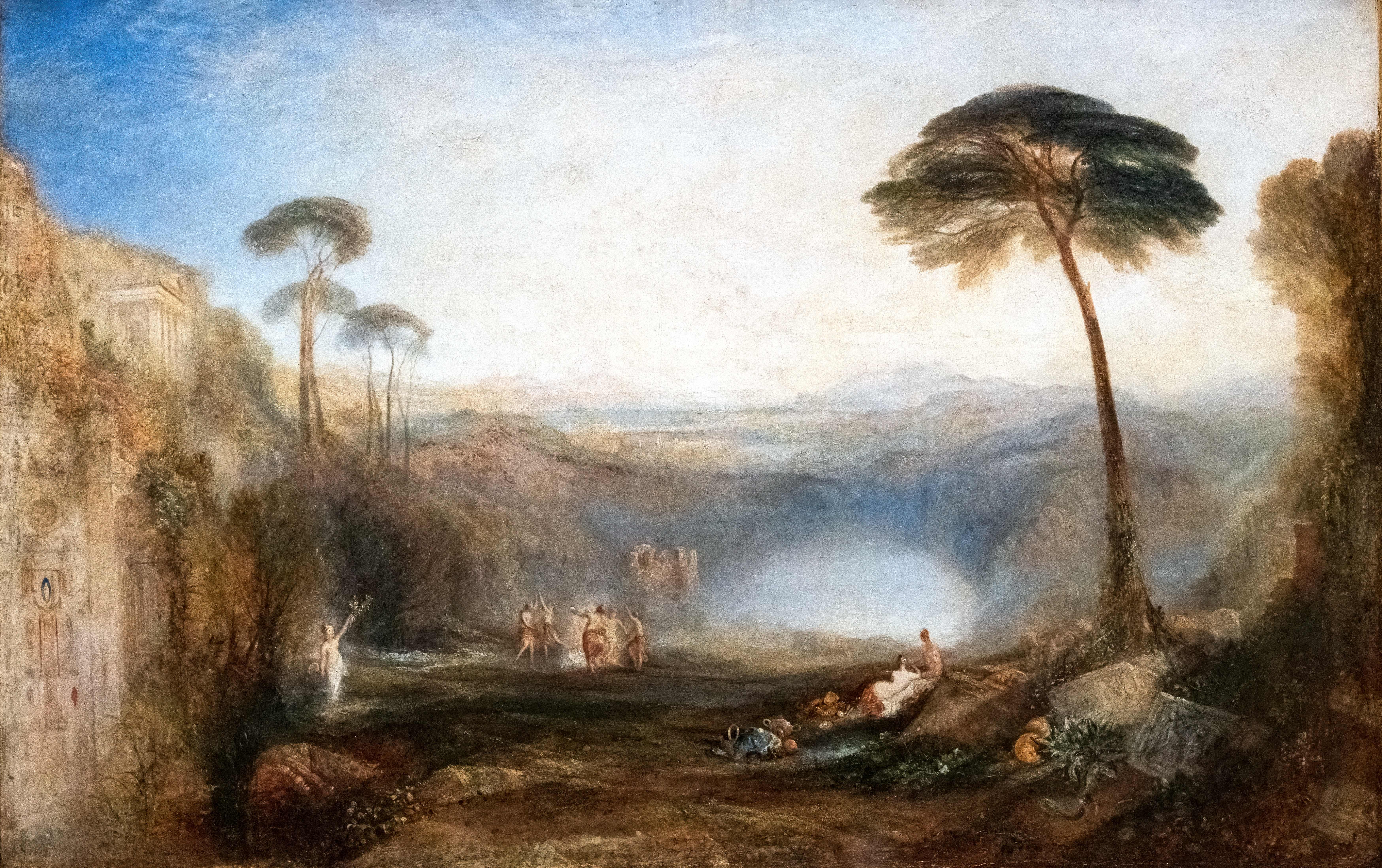
ターナー『金枝』（テート・ギャラリー）
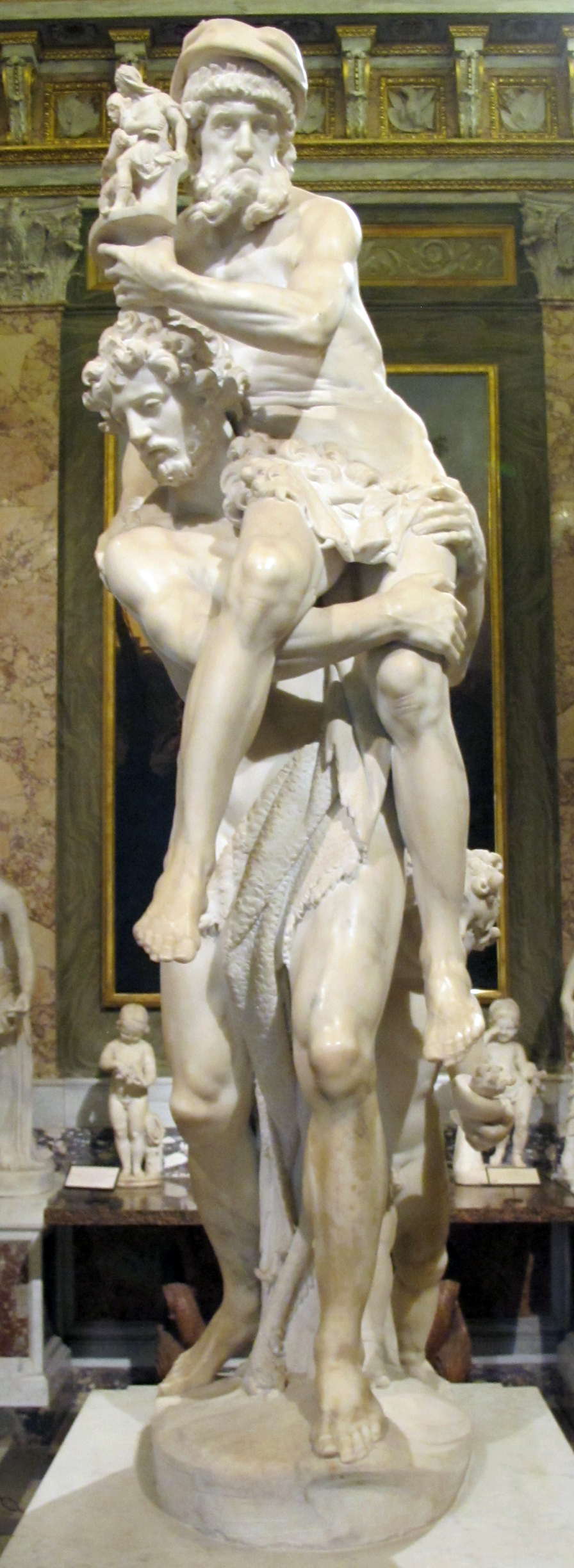
ジャン・ロレンツォ・ベルニーニ『トロイアを脱出するアエネーアースとアンキーセースとアスカニウス』（ボルゲーゼ美術館）
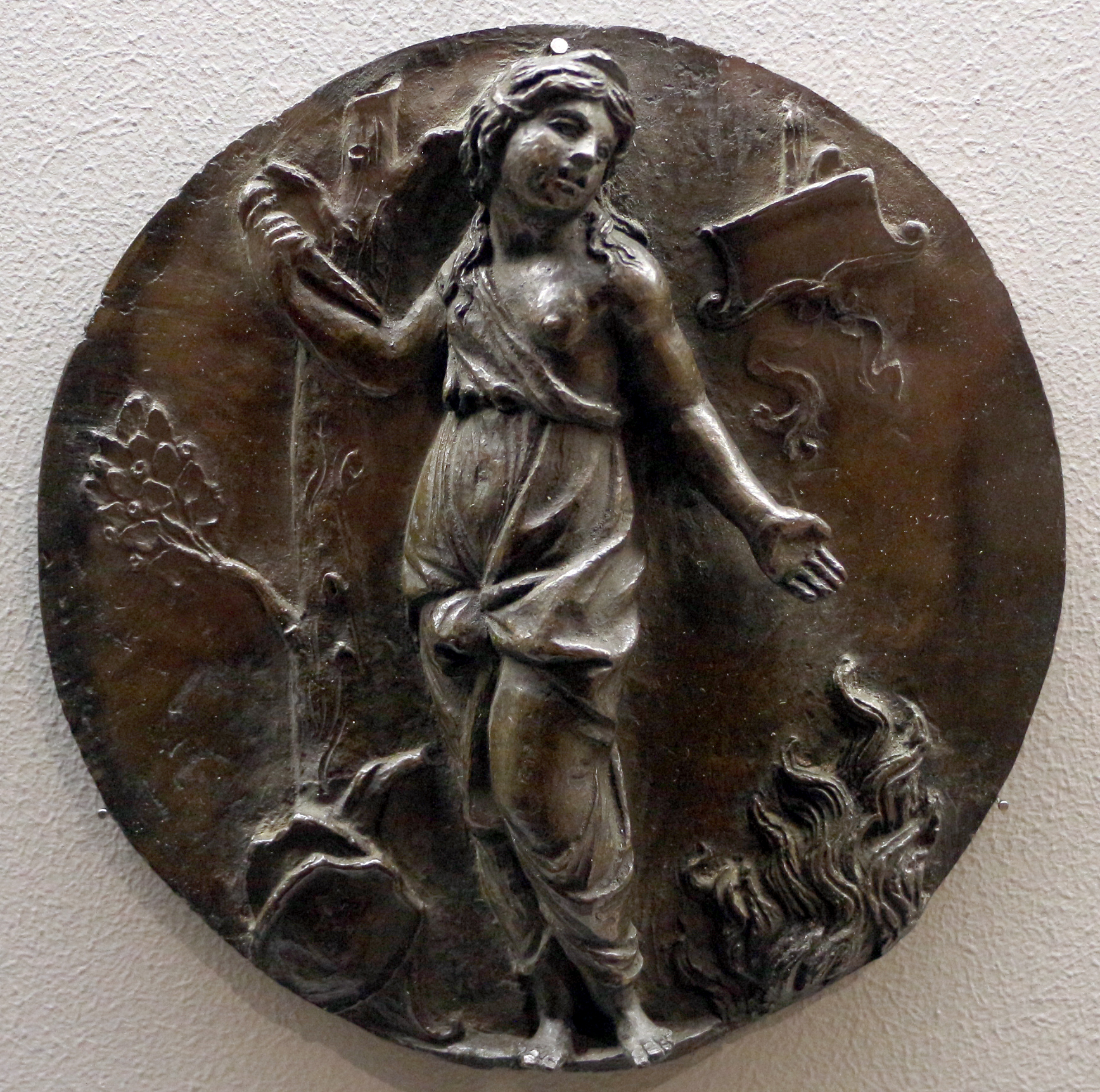
ジョヴァンニ・マリア・モスカ『ディードーの自裁』コッレール博物館

## 翻訳
- 泉井久之助訳注『アエネーイス』岩波文庫（上下）、1976年、度々復刊
  - 元版『アエネーイス』- 「世界古典文学全集 21 ウェルギリウス」筑摩書房、1965年、復刊2005年ほか
- 岡道男・高橋宏幸訳注『アエネーイス』京都大学学術出版会〈西洋古典叢書〉、2001年
- ウェルギリウス『「アエネーイス」 ローマ建国神話』小野塚友吉訳、風濤社、2000年。電子書籍・グーテンベルク21で再刊
- ウェルギリウス『アエネーイス』杉本正俊訳、新評論、2013年
- 小川正廣『ウェルギリウス　アエネーイス　神話が語るヨーロッパ 世界の原点』岩波書店〈書物誕生〉、2009年
- 松田治『アエネアスの冒険』（世界の英雄伝説7）筑摩書房、1987年